# Paraty
Pour l’article homonyme, voir Paraty (label).
Paraty est une ville brésilienne de l'État de Rio de Janeiro, située à l'extrême Sud de l'État, sur la costa verde (« côte verte »), un couloir vert luxuriant qui longe le littoral de l'État.
Elle constitue un témoignage de l'architecture coloniale portugaise ainsi qu'une étape touristique appréciée, à quatre heures de route de Rio de Janeiro et cinq heures de São Paulo. Les rues y sont nettoyées par la mer lors des marées. L'architecture y combine les influences d'Europe, d'Asie, comme les toits relevés, et d'Afrique, avec par exemple des fenêtres à moucharabiehs.
En 2019, le centre historique de la ville, ainsi que quatre zones de la forêt atlantique, ont été inscrits au patrimoine mondial de l'UNESCO. En 2020, sa population était estimée à 43 680 habitants selon les données de l'Institut brésilien de géographie et de statistiques (IBGE). Paraty est devenue une destination touristique, connue pour son centre-ville historique ainsi que sa côte et les montagnes situées dans sa région.

## Histoire
Fondée en 1667, à la suite de la découverte d'or dans les montagnes de l'État du Minas Gerais, la ville de Paraty s'enrichit rapidement en devenant le port duquel partent les navires qui transportent l'or vers le Portugal. Pendant deux siècles, ce petit port de pêche dissimulé au fond de sa baie fut le point d'embarquement des armadas de galions chargés de convoyer les richesses du Brésil vers la capitale portugaise, Lisbonne.
Cette belle ville fut alors construite dans le plus pur style colonial avec une église à l'architecture baroque. C'était une ville secrète où vivaient des soldats, des flibustiers et des esclaves.
Lorsqu'il fut décidé que la route de l'or passerait par Rio de Janeiro et non plus par Paraty, le port fut alors quasiment abandonné par sa population. Pour cette raison, l'architecture de la ville n'a presque pas changé depuis cette époque, ce qui lui confère un intérêt culturel et touristique majeur. Jusque dans les années 1950, il n'y avait même plus de route pour y accéder.

## Géographie

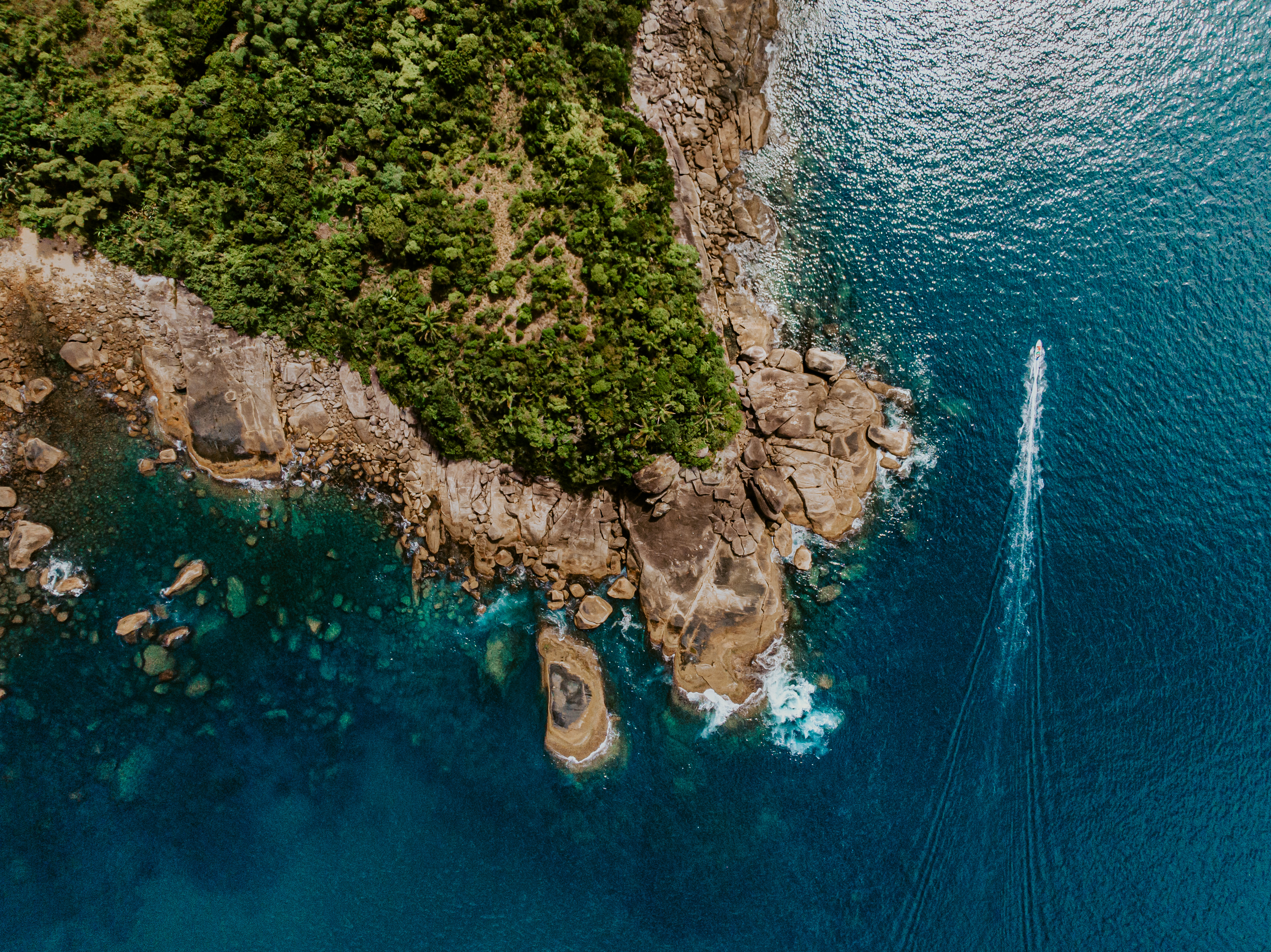
Dans la réserve écologique de Juatinga, à Paraty.

Paraty est située à mi-chemin entre Rio de Janeiro (258 kilomètres) et São Paulo (290 kilomètres), sur le littoral de la baie d'Ilha Grande. Les forêts tropicales, les montagnes et les chutes d'eau s'élèvent jusqu'à 1 300 mètres derrière la ville. Paraty est la ville la plus méridionale et la plus occidentale de l'État de Rio de Janeiro.
Paraty est répertorié par l'IPHAN comme un monument historique national. Plus de 80 % de son territoire est protégé par des unités de conservation :
- Zone de protection de l'environnement de Cairuçu (Área de Proteção Ambiental do Cairuçu)
- Station écologique de Tamoios (Estação Ecológica dos Tamoios)
- Parc national de la Serra da Bocaina (Parque Nacional da Serra da Bocaina)
- Zone de protection de l'environnement de Baia de Paraty, Paraty Mirim et Saco do Mamanguá (Área de Proteção Ambiental Municipal da Baía de Paraty, Paraty – Mirim e Saco do Mamanguá)
- Réserve écologique de Juatinga (Reserva Estadual Ecológica da Juatinga)

Le parc national Serra do Mar (Parque Estadual da Serra do Mar) de l'État de São Paulo se trouve à proximité de Paraty. La municipalité comprend également un village indigène et une colonie afro-brésilienne de quilombo.

## Économie
L'économie de la ville repose essentiellement sur la pêche, l'agriculture avec les bananes et les cannes à sucre, l'alcool de canne à sucre (rhum) et le tourisme avec l'hôtel Pousada do Príncipe ouvert par le prince João de Orléans e Bragança.

## Tourisme
Sur le plan touristique, Paraty bénéficie d'un autre atout majeur : la beauté de la nature qui l'entoure. Paraty est en effet logée dans un paysage de collines verdoyantes qui plongent dans la mer pour rejaillir sous forme d'un grand nombre de petites îles. Paraty offre de très belles plages telles que la plage de Cachadaço.

## Quartiers
Paraty est divisée en 12 quartiers qui sont les suivants :
- Caboré
- Centro Historico
- Fátima
- Ilha das Cobras
- Jabaquara
- Mangueira
- Parque Imperial
- Parque Ypê
- Patitiba
- Portal de Paraty
- Saudade
- Vila Colonial

Créé en 1972, la municipalité contient le parc d'État de Paraty-Mirim (Parque Estadual De Paraty-Mirim) ainsi qu'une partie de la station écologique de Tamoios (Estação Ecológica de Tamoios),.

## Transport
L'aéroport de Paraty (Aeroporto de Paraty) est accessible depuis Rio de Janeiro et São Paulo par hélicoptère affrété ou par petit avion commercial et privé puisqu'il n'y a actuellement pas de vols réguliers. Une autre possibilité de transport est d'arriver par voie maritime en voilier ou en navire de croisière depuis Rio de Janeiro, Angra dos Reis et Ilha Grande. Paraty est reliée par la route à Rio de Janeiro et à São Paulo (via la route BR-101). Des autocars climatisés partent pour aller et venir de Rio de Janeiro à Paraty.

### Distance par rapport aux autres villes brésiliennes
- Angra dos Reis - 95 km
- Belo Horizonte - 572 km
- Caraguatatuba - 126 km
- Rio de Janeiro - 258 km
- São Paulo - 330 km
- Ubatuba - 74 km

## Symboles de la ville

### Drapeau
Le drapeau de Paraty a été adopté le 12 août 1967. Les couleurs générales du drapeau représentent les traits suivants : l'or signifie la force, l'argent représente l'innocence, le rouge pour la bravoure, le bleue représente la sérénité et le vert est la couleur de l'abondance.
Le rouge, le blanc et le bleu sont les trois couleurs qui ont traditionnellement été utilisées pour décorer les maisons historiques de la ville. Les couleurs sont affichées en trois bandes verticales, avec un blason au centre. La grande étoile blanche sur la bande rouge symbolise le premier quartier, et sur la bande bleue, les deux petites étoiles représentent les deuxième et troisième quartiers. Les trois étoiles sont placées sous une forme triangulaire, en hommage à la forte présence de la franc-maçonnerie dans l'architecture de la ville. La couronne représente les traditions royales qui ont découvert le pays et fondé le pays indépendant. La vraie raison du vert est la maison portugaise de Bragança. Concernant la couleur jaune, elle représente la maison de Habsbourg (Pierre Ier et Marie-Léopoldine d'Autriche).

### Armoiries
Les armoiries figurant sur le drapeau ont été adoptées le 30 novembre 1960. Les quatre quarts des armoiries symbolisent ce qui suit :
1. Le premier quartier de couleur verte, situé en haut à gauche avec une coiffe à plumes au-dessus de deux flèches croisées, représente les premiers habitants de la région, la tribu des Guaranis.
2. Le deuxième quartier de couleur rouge, situé en haut à droite avec un sceau ovale blanc avec les armoiries royales portugaises entourées du mot « Remédios », représente Notre-Dame des Remèdes qui est la gardienne de la ville depuis 1646. Ce sceau était utilisé à l'époque coloniale pour authentifier les documents officiels.
3. Le troisième quartier de couleur blanc, bleu et jaune, situé en bas à gauche est un contour de la ville et de la baie avec un poisson argenté superposé, pourrait être une référence aux langues tupi dont est issu le nom de la ville.
4. Enfin, le quatrième quartier de couleur bleu, situé en bas à droite montre le coin d'une maison coloniale et une rampe en fer forgé qui est représentative des maisons de style colonial qui illustrent la ville de Paraty.

La flore qui supporte le rouleau rouge est une branche de caféier et une tige de canne à sucre. Le parchemin lui-même porte l'inscription « 1660 Paraty 1844 ». Ce sont les dates auxquelles Paraty obtint initialement le statut de ville, puis le statut de ville plus tard. Au-dessus de l'écu se trouve une couronne composée de cinq tours, dont la tour centrale est ornée d'un bouclier rouge portant une fleur de lys en or, qui symbolise Notre-Dame des Remèdes, la gardienne de la ville.

## Lieux et monuments

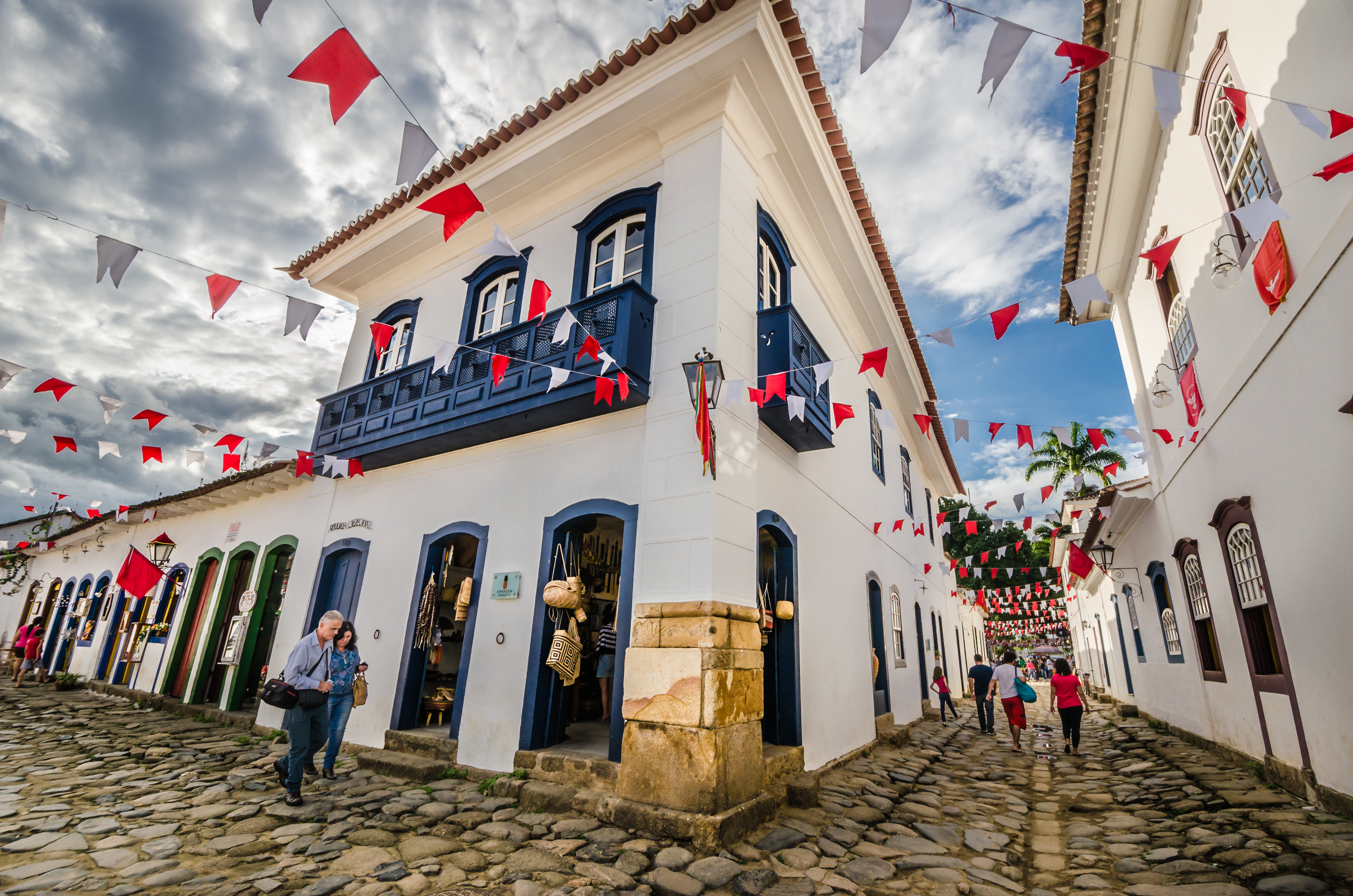
Le centre historique de la vile de Paraty
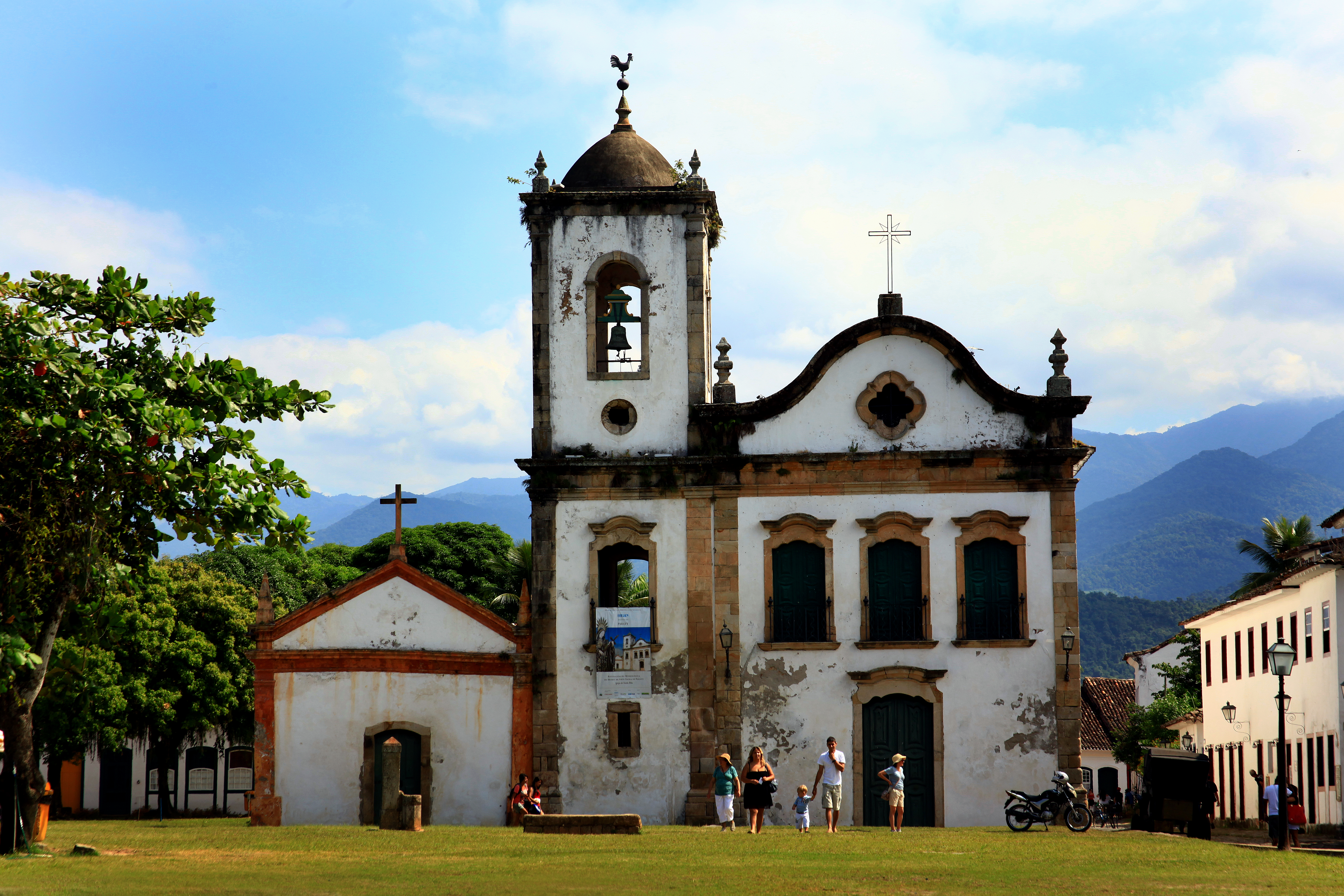
L'Igreja de Santa Rita, dans le centre historique de Paraty
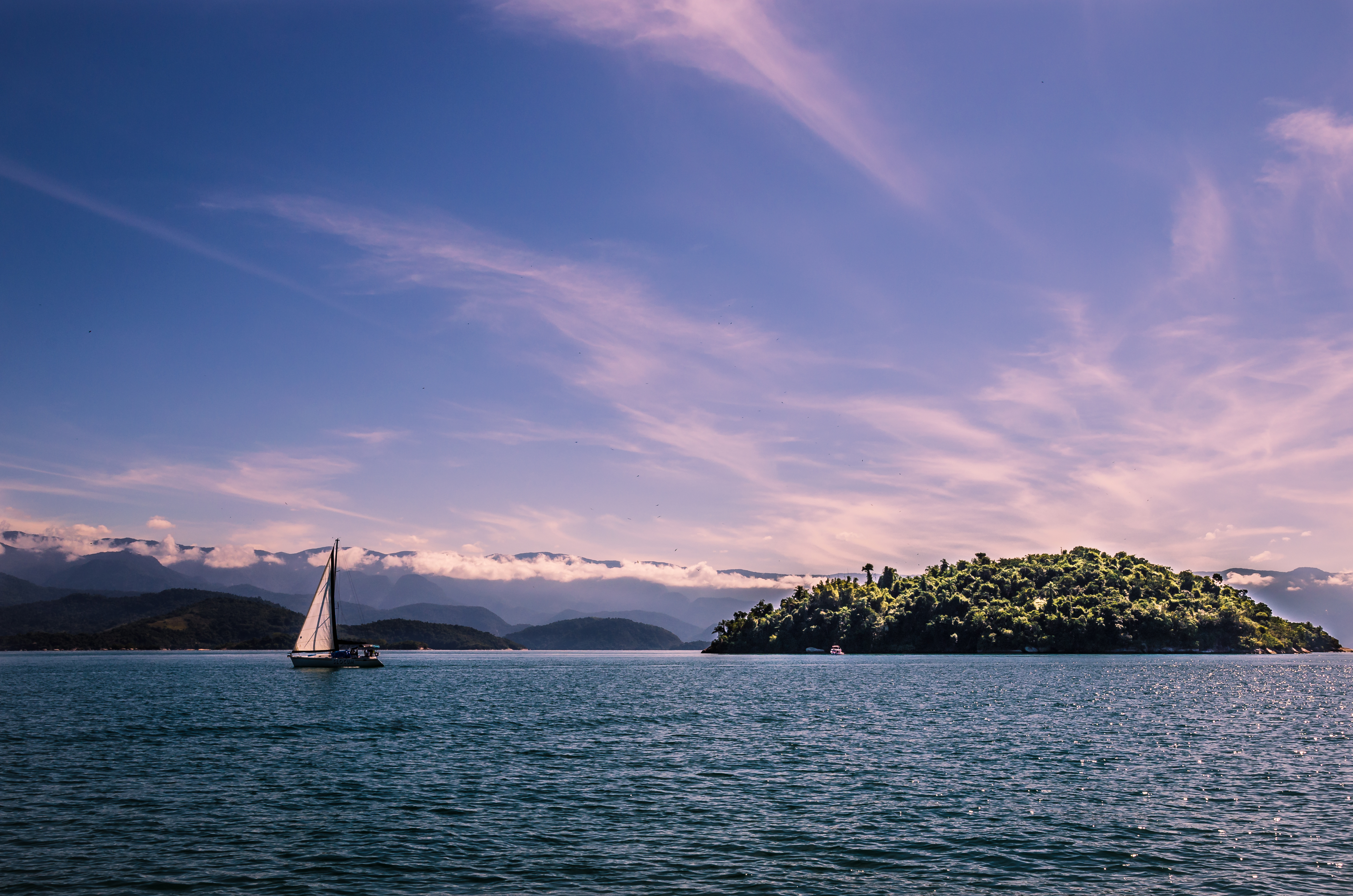
Un voilier naviguant dans la baie d'Ilha Grande
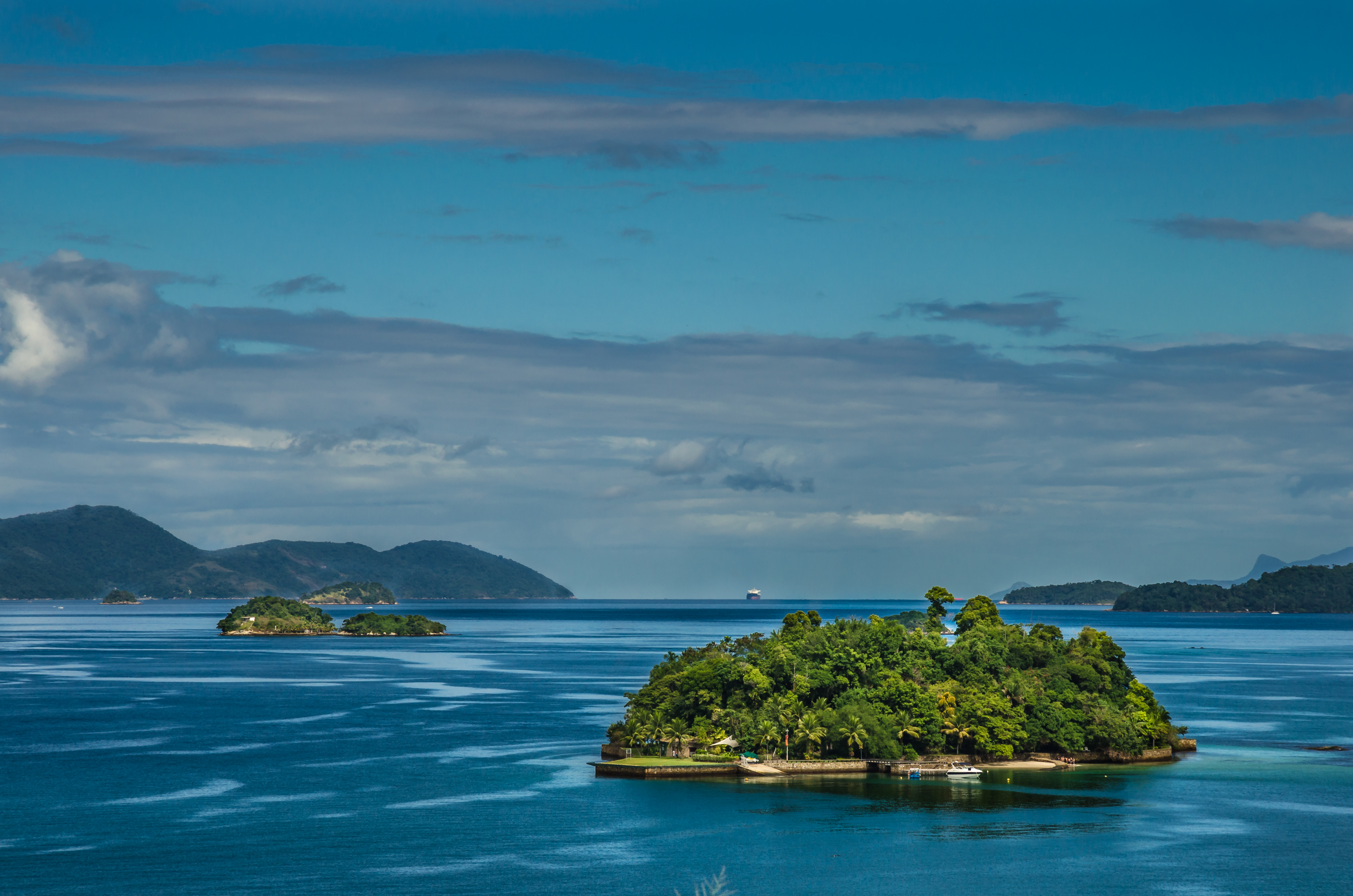
Vue depuis Paraty sur la baie de l'Ilha Grande
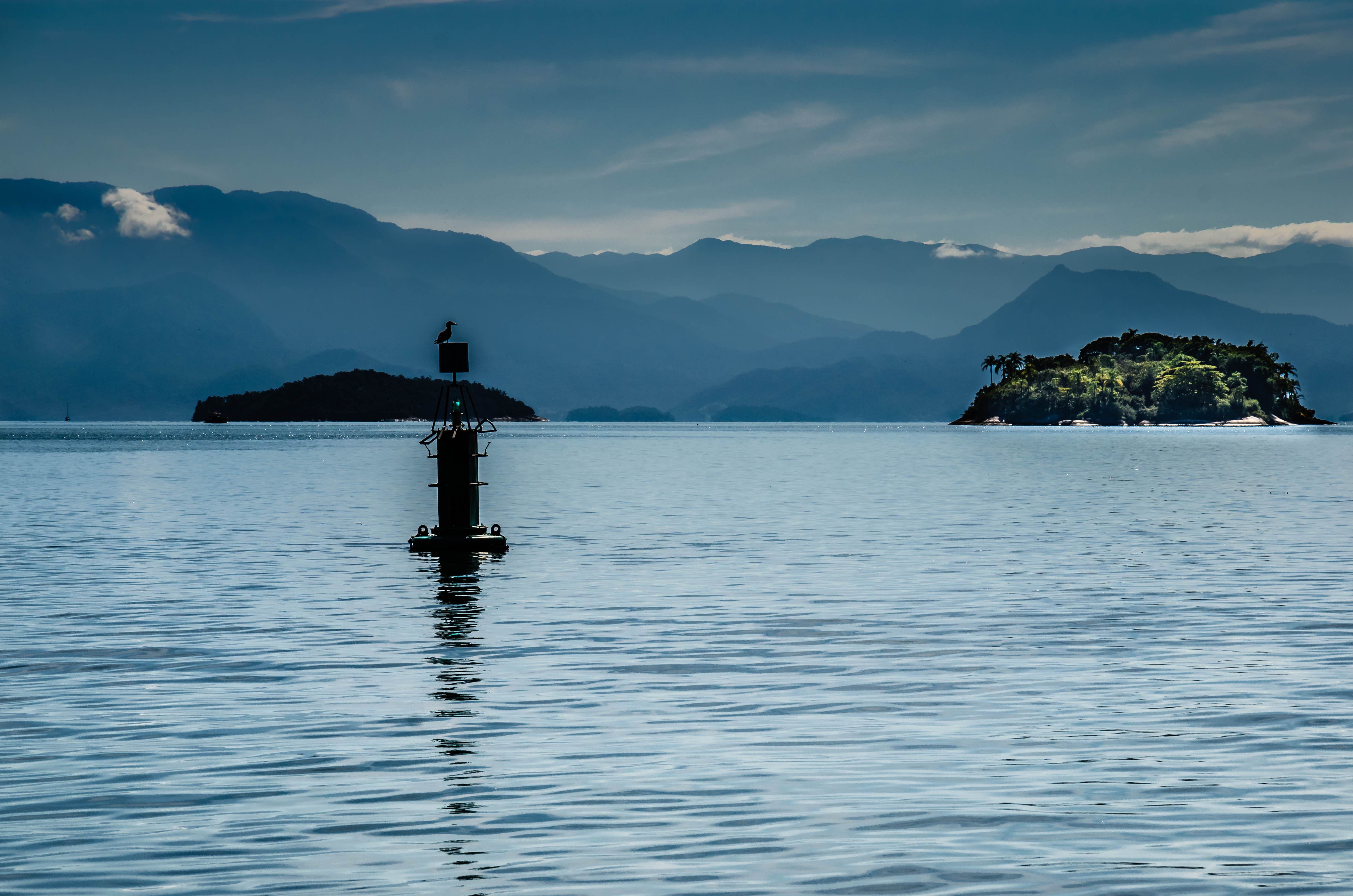
La baie d'Ilha Grande en fin d'après-midi

## Personnalités liées à la commune
- João de Orléans e Bragança  (1916-2005), prince et aviateur brésilien y résidait depuis les années 1950 après y avoir acquis une grande propriété de 500 hectares.
- Júlia da Silva Bruhns, mère de Thomas et Heinrich Mann y est née.

## Patrimoine mondial
Le 5 juillet 2019, Ilha Grande et la ville de Paraty ont été inscrites au patrimoine mondial de l'Organisation des Nations unies pour l'éducation, la science et la culture (UNESCO).